# هواپیمای الکتریکی

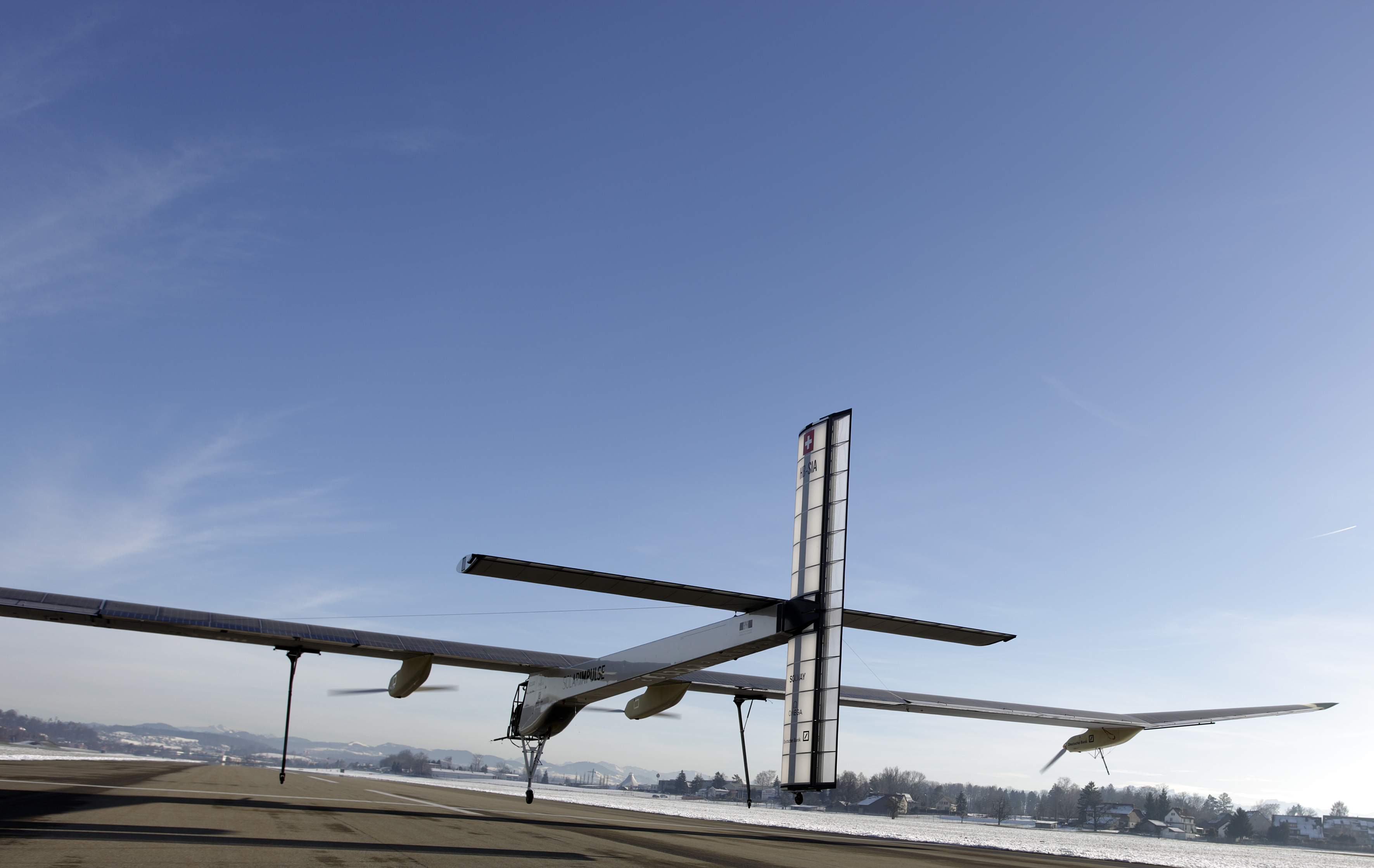
هواپیمای سوئیسی سولار ایمپالس که نیرویش برای پرواز از انرژی خورشیدی تامین می‌شود.

هواپیمای الکتریکی نوعی هواپیما است که از موتورهای الکتریکی به جای موتورهای درون‌سوز استفاده می‌کند. این انرژی الکتریکی می‌تواند از پیل‌های سوختی، سلول‌های خورشیدی، برق بی‌سیم یا باتری گرفته شود.
درحال حاضر پرواز با استفاده از موتور الکتریکی بیشتر به صورت آزمایشی انجام می‌شود، شامل هواپیماهای باسرنشین و بی‌سرنشینی که از موتور الکتریکی استفاده می‌کنند و از دههٔ ۱۹۷۰ به پرواز درآمده‌اند.